# Brice Hortefeux
Brice Hortefeux (* 11. května 1958 Neuilly-sur-Seine) je francouzský politik.

## Život
Syn bankéře a profesorky dějepisu. Studoval v Paříži právo. Je blízkým přítelem Nicolase Sarkozyho, byl svědkem na jeho první svatbě a je kmotrem jeho syna.

## Kariéra
Od 2. června 2005 do 15. května 2007 ministr místní správy, od 18. května 2007 do 15. ledna 2009 ministr pro přistěhovalectví, integraci, národní identitu a rozvoj partnerství, od 15. ledna 2009 do 15. června 2009 ministr práce a sociálních věcí, v současnosti ministr vnitra. V letech 1999 až 2005 byl členem Evropského parlamentu.